# Warsaw (Indiana)
Warsaw város az USA Indiana államában. Lakosainak száma 15 804 fő (2020. április 1.).
A település nevét Lengyelország fővárosa, Varsó angol nevéről kapta.

## Népesség
A település népességének változása:

| 2010 | 13 559 |
| 2020 | 15 804 |